# Eigener Berg
Eigener Berg ist eine Ortslage im Solinger Stadtteil Wald.

## Geographie
Eigener Berg liegt im Grenzgebiet der Stadtteile Wald, Gräfrath und Mitte zwischen dem Lochbach im Süden und dem Bahndamm der Korkenziehertrasse im Norden. Der Eigener Berg erhebt sich oberhalb des Dültgenstals auf bis zu 217 Meter über NHN. Östlich des Ortes liegt die Hofschaft Eigen. Am Südhang des Lochbachtals liegt Lehn, östlich liegen Hecken, Herberg und Untenscheidt. Nördlich des Bahndamms liegen Vogelsang, Demmeltrath und Eigener Feld. Westlich von Eigener Berg liegt am Scheiderfeld der Betriebshof der Technischen Betriebe Solingen.

## Etymologie
Der Eigener Berg ist ein bei der Hofschaft Eigen befindlicher Berg. Das Wort Eigen bedeutet eigener Besitz, eigenes Gut (= Allod) im Gegensatz zum Lehen. Das bedeutet, dass der Besitzer des Hofes dem Eigentümer gegenüber nicht an Verpflichtungen gebunden war (etwa der Leistung von Abgaben).

## Geschichte

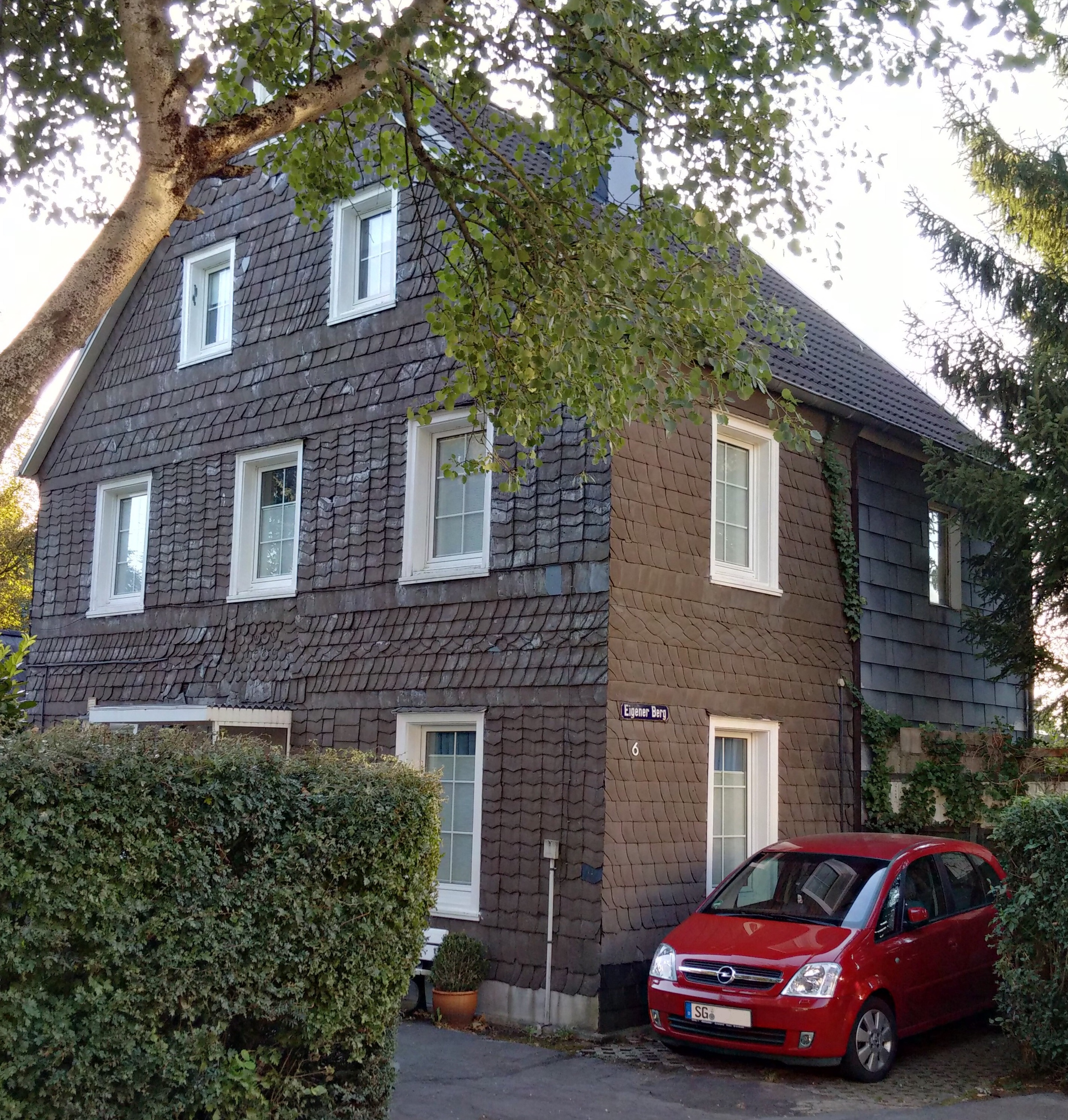
Schieferhaus in Eigener Berg

Die Ortslage Eigener Berg entstand vermutlich in der zweiten Hälfte des 19. Jahrhunderts. Die Topographische Aufnahme der Rheinlande von 1824 und die Preußische Uraufnahme von 1844 verzeichnen den Ort nicht. In der Topographischen Karte des Regierungsbezirks Düsseldorf von 1871 ist der Ort ebenfalls nicht verzeichnet. In der Preußischen Neuaufnahme von 1893 ist der Ort hingegen als Eigenerfeld verzeichnet. 
Nach Gründung der Mairien und späteren Bürgermeistereien Anfang des 19. Jahrhunderts gehörte Eigener Berg zur Bürgermeisterei Wald, dort lag er in der Flur III. (Scheid). Die Gemeinde- und Gutbezirksstatistik der Rheinprovinz führt den Ort 1871 mit drei Wohnhäusern und 16 Einwohnern auf. Im Gemeindelexikon für die Provinz Rheinland von 1888 werden für Eigen vier Wohnhäuser mit 61 Einwohnern angegeben. 1895 besitzt der Ortsteil sechs Wohnhäuser mit 50 Einwohnern, 1905 werden sieben Wohnhäuser und 64 Einwohner angegeben.
Im Jahre 1887 wurde am Ort vorbei die Bahnstrecke Solingen–Wuppertal-Vohwinkel trassiert. Mit der Städtevereinigung zu Groß-Solingen im Jahre 1929 wurde Eigener Berg ein Ortsteil Solingens. Die Bauarbeiten am Frankfurter Damm als Umgehungsstraße zwischen Mitte und Wald an der Hofschaft vorbei begannen im Jahre 1934 als Notstandsprojekt zur Bekämpfung der Arbeitslosigkeit in Solingen, wurden aber vorerst nicht vollendet. Erst in der Nachkriegszeit griff man das Straßenbauprojekt wieder auf, der Frankfurter Damm wurde in seinem heutigen Ausmaß fertiggestellt und am 11. Februar 1967 eingeweiht.